# Atemwiderstand
Der Atemwiderstand ist die Summe der elastischen und viskösen Atemwiderstände.
Die elastischen Atemwiderstände ergeben sich aus der Elastizität des Thorax, der Lunge sowie der Oberflächenspannung der einzelnen Alveolen. Dieser Dehnungswiderstand, der bei der Atemarbeit überwunden werden muss, wird auch als Elastance bezeichnet und entspricht dem Kehrwert der Compliance (Physiologie).
Die viskösen Atemwiderstände ergeben sich aus den verbleibenden Widerständen, die noch bei der Atemarbeit zu überwinden sind. Diese bestehen aus den Widerständen, die durch Reibung und Verformung bei der Atmung entstehen, den vernachlässigbaren Trägheitswiderständen in Folge der Luftbeschleunigung sowie dem Strömungswiderstand. Dem Strömungswiderstand, auch Resistance genannt, kommt die größte Rolle der viskösen Atemwiderstände (Anteil >90 %) zu. Bei turbulente Strömungsbedingungen (bspw. beim Husten) oder insbesondere durch eine Verengung der Atemwege (bspw. Asthma bronchiale) kann der Strömungswiderstand erheblich ansteigen.